# Jana Krivec
Jana Krivec (* 30. Mai 1980 in Šempeter pri Gorici) ist eine slowenische Schachspielerin.

## Leben
Jana Krivec besuchte das Gimnazija Nova Gorica. An der Universität Ljubljana erlangte sie ein Diplom in Psychologie. Im Anschluss absolvierte sie ein Promotionsstudium an der Universität und schrieb ihre Dissertation über kognitive Informationsverarbeitung am Beispiel des Schachspiels. Am Jožef Stefan Institute in Ljubljana ist sie wissenschaftliche Mitarbeiterin am Department of Intelligent Systems.
Das Schachspielen lernte sie von ihrem Vater.

## Erfolge

### Einzelerfolge
Die slowenische Einzelmeisterschaft der Frauen konnte sie sieben Mal gewinnen: 1997 in Ljubljana, 2000 in Škofja Loka, 2002 in Dobrna, 2003 in Bled, 2005 in Ptuj, 2006 in Ljubljana und 2009 in Otočec.
Im Juli 2003 gewann sie, von der Setzliste her an der vierten Position, in Silvaplana die Internationale Schweizer Frauenmeisterschaft vor Tatjana Lematschko. Im November 2003 gewann Jana Krivec in Ptuj ein Frauenturnier vor Nikoletta Lakos. Im Oktober 2005 gewann sie das Jababeka-Turnier in Jakarta vor Nana Alexandria.

### Mannschaftsschach
Für die slowenische Frauennationalmannschaft spielte sie seit 1996 bei allen zehn Schacholympiaden mit einem individuellen Gesamtergebnis von 65 Punkten aus 108 Partien (+50 =30 −28) sowie von 1999 bis 2011 und erneut 2015 bei acht Mannschaftseuropameisterschaften mit einem Gesamtergebnis von 26 Punkten aus 60 Partien (+15 =22 −23), wobei sie 1999 in Batumi eine individuelle Bronzemedaille für ihr Ergebnis von 3,5 Punkten aus 7 Partien am ersten Reservebrett erhielt. Am Spitzenbrett spielend nahm sie an fünf Mitropa-Cups der Frauen teil (2002, 2009, 2010, 2012 und 2013), wobei sie diesen 2002 in Saint-Vincent und 2009 in Rogaška Slatina gewinnen konnte. 2010 in Chur und 2012 in Šibenik belegte Slowenien den zweiten Platz.
Vereinsschach spielt sie in Slowenien für den ŠK Nova Gorica, mit dem sie auch an den European Club Cups der Frauen 1999, 2000 und 2001 teilnahm. In Kroatien spielt sie für den Šk Goranka aus Ravna Gora.

### Titel und Rating
2002 erhielt sie den Titel Internationaler Meister der Frauen (WIM). Seit November 2007 trägt sie den Titel Großmeister der Frauen (WGM). Die Normen hierfür erzielte sie beim 6. HIT Open im Februar 2001 in Nova Gorica, bei dem sie unter anderem gegen Marko Tratar gewann, beim 12. HIT Open im Februar 2007, bei dem sie unter anderem Ivan Šarić besiegte sowie bei der 16. kroatischen Mannschaftsmeisterschaft der Frauen im Oktober 2007 in Šibenik.
Bis zum März 2017 führt sie die slowenische Elo-Rangliste der Frauen an. Jana Krivec war die erste slowenische Schachspielerin, welche eine Elo-Zahl von mehr als 2300 erreichte. Dies gelang ihr im Oktober 2003.

## Werke
- Improve Your Life by Playing a Game. Thinkers Publishing, Nevele 2020, ISBN 978-94-6420-102-4.